# Metatrichia pria
Metatrichia pria is een vliegensoort uit de familie van de venstervliegen (Scenopinidae). De wetenschappelijke naam van de soort is voor het eerst geldig gepubliceerd in 1993 door Yeates & Grimaldi.